# Iapetus (hold)
A Iapetus a Szaturnusz 17. holdja: 3 561 300 km-re kering a bolygó körül.  A harmadik legnagyobb szaturnuszhold: 1436 km közepes átmérőjű. Tömege 1,88·1021 kg, sűrűsége 1,27 g/cm³; elképzelhető, hogy a magja körül tiszta jég van. 1671. október 25-én fedezte fel Giovanni Domenico Cassini. Egyedi égitest, nemcsak összetétele, hanem más miatt is; egyik fele vakítóan fényes, másik koromfekete. Erősen kráterezett.

## Felfedezésének története
Amikor Giovanni Cassini először felfedezte fel a Iapetust 1671-ben, csak a fényes oldalát tudta megfigyelni. Először a NASA Voyager-2 szondája 1981. augusztus 22-én repült el a Iapetus mellett, meglehetősen nagy távolságra, 966 000 km-re.  A szonda kamerái néhány részletet felderítettek a sötét oldalról, a fényes oldalról pedig megállapították, hogy jégből áll és erősen kráterezett.

## Fizikai jellemzők
Legfeltűnőbb tulajdonsága, hogy egyik fele, ami a pálya haladási irányába néz, fekete, mint az aszfalt, a másik irányban lévő oldala olyan világos, mint a hó. A sötét anyag eredetileg külső forrásból származhatott (talán Phoebe-ről), de mostanra a fő összetevője a holdat alkotó jégnek a sötét felszín által elnyelt napsugárzás miatti szublimációja után visszamaradt kőzettörmelék, amelynek révén a felszín még sötétebbé vált. Világos fele több mint ötször olyan fényes, mint a másik.
Pályája majdnem kör alakú, a Szaturnuszhoz képest hajlott. Kötött keringésű.
A Iapetus valószínűleg melegebb, mint bármely más hold felszíne a szaturnuszi rendszerben, mivel a sötét felszíne a rá eső napfény nagy részét elnyeli. Ezen kívül a Iapetus lassan kering a Szaturnusz körül (79 nap alatt tesz meg egy kört), így hosszú ideje van elnyelni a napfényt és felmelegedni.

## Neve
Iapetus egy titán a görög mitológiában.

## Megjelenése az irodalomban
Arthur C. Clarke 1968-ban készült, 2001. Űrodisszeia című regényében a Iapetus felemás fényessége kulcsszerepet kapott. Akkor még nem állt rendelkezésünkre róla más információ, mint gyenge minőségű távcsöves felvételek. Clarke képzelete szerint a hold fényes területe egy idegen intelligencia által mesterségesen kialakított, nagy kiterjedésű, ovális olvadékfolt, amelynek az a célja, hogy felhívja magára az emberiség figyelmét. A megközelítésekor lett látható a főszereplő űrhajós számára a folt közepén álló fekete hasáb, amely egy számunkra idekészített csillagközi átjáró, egy "csillagkapu". A regénnyel azonos című film készítésekor a költségvetés és a filmhossz túlzott növekedése miatt a találkozás a Jupiterhez lett áthelyezve.
1981-ben a Voyager–2 űrszonda 900 ezer kilométerre megközelítette a holdat, és fényképeket készített róla, amelyek nem igazolták az írói ötletet. Carl Sagan csillagász, a program egyik irányítója, elküldött egy képet Clarke-nak ezzel az üzenettel: "Rád gondoltam."

## Külső hivatkozások
- A Iapetus a NASA oldalán